# 14941 Tomswift
14941 Tomswift (1995 FY2) là một tiểu hành tinh vành đai chính được phát hiện ngày 23 tháng 3 năm 1995 bởi Spacewatch ở Kitt Peak.